# Anthothoe australiensis
Anthothoe australiensis är en havsanemonart som beskrevs av Oscar Henrik Carlgren 1950. Anthothoe australiensis ingår i släktet Anthothoe och familjen Sagartiidae. Inga underarter finns listade i Catalogue of Life.